# Victorinus Schönfeldt

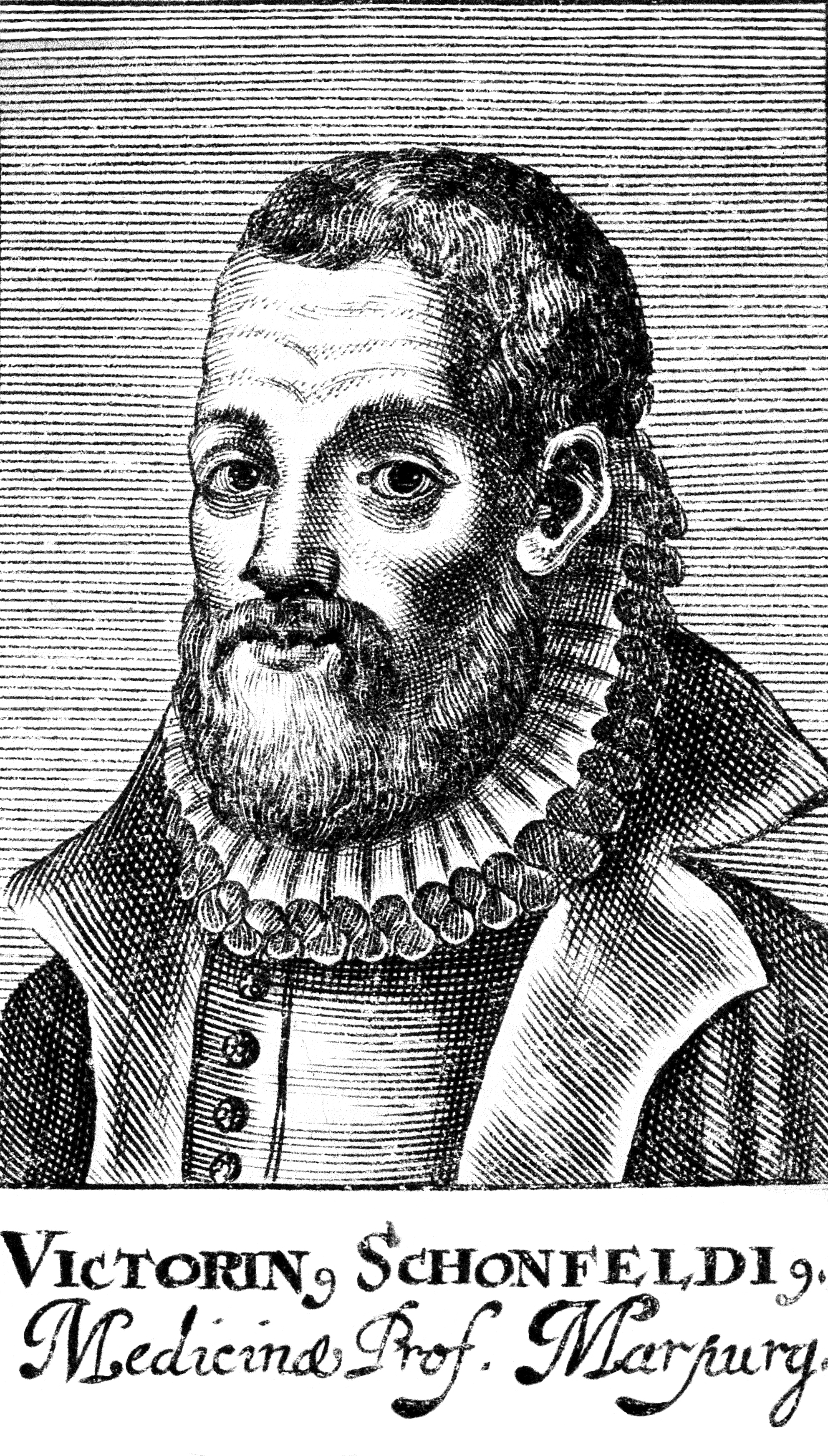

Victorinus Schönfeldt oder Victorin Schoenfeldt (* 1525 in Bautzen; † 13. Juni 1592 in Marburg) war ein deutscher Mathematiker und Hofarzt. Er war Professor für Mathematik und Medizin an der Universität Marburg.

## Leben
Schönfeldt erwarb 1557 den Grad eines Magister Artium an der Universität Wittenberg und wurde im selben Jahr auf Empfehlung von Philipp Melanchthon (mit dessen Schwiegersohn Caspar Peucer er befreundet war) zum Mathematikprofessor nach Marburg berufen. Er befasste sich außer mit Mathematik mit Astronomie und Medizin. Seine Dissertationsschrift De Angina verteidigte er am 25. Mai 1566. Am 31. Mai 1566 wurde ihm die medizinische Doktorwürde verliehen. Die Rede zu diesem Festakt hielt Georg Marius, die Insignien wurden durch den Landgrafen Wilhelm IV. und dessen Rat Johann Nordeck († 1580) überreicht. Mit der Promotion erhielt Schönfeldt die Erlaubnis, als Arzt zu praktizieren, und er wurde Zweiter Professor der Medizin (Medizinische Vorlesungen an der Universität hatte er schon seit 1563 gehalten). Die doppelte Professur und das damit verbundene hohe Gehalt führten auch zu Unstimmigkeiten in Marburg (beim Landgrafen und bei Kollegen). Er war Leibarzt von Landgraf Wilhelm von Hessen-Kassel (belegt ab 1565) und von Ludwig von Hessen-Darmstadt. Außerdem hatte er eine Privatpraxis. Schönfeld beteiligte sich auch an den organisatorischen Aufgaben der Marburger Hochschule. So war 1569 Dekan der philosophischen Fakultät, 1577 Dekan der medizinischen Fakultät und 1572 Rektor der Alma Mater.
1583 war er mit dem gräflichen Leibarzt Johann Wolff einer der Gutachter im Streit zwischen dem Scharfrichter von Marburg (Michael Hütter) – der auch wundärztliche Behandlungen durchführte – und der Gilde der städtischen Bader und Barbiere um die Behandlung von Patienten. Im Gutachten setzten sie sich für eine Qualifikation der städtischen Wundärzte ein.
1562 heiratete er die Tochter Kunigunde des Rats Johann Nordeck aus Kassel.

## Schriften (Auswahl)
- Liber de Dysenteriae curatione. Frankfurt 1584.
- Consilium oder Ratschlag wider die Plage der roten Ruhr und Pest. Frankfurt am Main 1584.
- Prognosticon astrologicum. Wittenberg 1561.